# Keio Challenger
El Keio Challenger es un torneo profesional de tenis. Pertenece al ATP Challenger Tour. Se juega desde el año 1999 sobre pistas duras, en Yokohama, Japón.

## Palmarés

### Individuales
| Año         | Campeón               | Finalista           | Resultado           |
| ----------- | --------------------- | ------------------- | ------------------- |
| 2023        | Yosuke Watanuki       | Yuta Shimizu        | 7–65, 6–4           |
| 2022        | Christopher O'Connell | Yosuke Watanuki     | 6–1, 6–75, 6–3      |
| 2021        | No se disputó         | No se disputó       | No se disputó       |
| 2020        | No se disputó         | No se disputó       | No se disputó       |
| 2019        | Kwon Soon-woo         | Oscar Otte          | 7–64, 6–3           |
| 2018        | Yasutaka Uchiyama     | Tatsuma Ito         | 2–6, 6–3, 6–4       |
| 2017        | Yūichi Sugita         | Kwon Soon-woo       | 6–4, 2–6, 7–62      |
| 2016        | No se disputó         | No se disputó       | No se disputó       |
| 2015        | Taro Daniel           | Go Soeda            | 4–6, 6–3, 6–3       |
| 2014        | John Millman          | Kyle Edmund         | 6–4, 6–4            |
| 2013        | Matthew Ebden         | Gō Soeda            | 2-6, 7-63, 6-3      |
| 2012        | Matteo Viola          | Mirza Bašić         | 7–63, 6–3           |
| 2011        | No se disputó         | No se disputó       | No se disputó       |
| 2010        | No se disputó         | No se disputó       | No se disputó       |
| 2009        | Takao Suzuki          | Martin Fischer      | 6–4, 7–6(5)         |
| 2008        | Lee Hyung-taik        | Go Soeda            | 7–5, 6–3            |
| 2007        | Dudi Sela             | Takao Suzuki        | 6–7(5), 6–4, 6–2    |
| 2006 - 2003 | No se disputó         | No se disputó       | No se disputó       |
| 2002        | Lee Hyung-taik        | John van Lottum     | 2–6, 7–6(2), 7–6(6) |
| 2001        | Takao Suzuki          | Gouichi Motomura    | 6–2, 6–7(5), 7–6(4) |
| 2000        | Eric Taino            | Julian Knowle       | 7–6(5), 6–4         |
| 1999        | Lee Hyung-taik        | Paradorn Srichaphan | 6–3, 6–0            |

### Dobles
| Año         | Campeones                             | Finalistas                            | Resultado            |
| ----------- | ------------------------------------- | ------------------------------------- | -------------------- |
| 2023        | Filip Bergevi Mick Veldheer           | Ray Ho Calum Puttergill               | 2–6, 7–5, [11–9]     |
| 2022        | Victor Vlad Cornea Ruben Gonzales     | Tomoya Fujiwara Masamichi Imamura     | 7–5, 6–3             |
| 2021        | No se disputó                         | No se disputó                         | No se disputó        |
| 2020        | No se disputó                         | No se disputó                         | No se disputó        |
| 2019        | Moez Echargui Skander Mansouri        | Max Purcell Luke Saville              | 7–66, 6–73, [10–7]   |
| 2018        | Tobias Kamke Tim Pütz                 | Sanchai Ratiwatana Sonchat Ratiwatana | 3–6, 7–5, [12–10]    |
| 2017        | Marin Draganja MTomislav Draganja     | Joris De Loore Luke Saville           | 4–6, 6–3, [10–4]     |
| 2016        | No se disputó                         | No se disputó                         | No se disputó        |
| 2015        | Sanchai Ratiwatana Sonchat Ratiwatana | Riccardo Ghedin Yi Chu-huan           | 6–4, 6–4             |
| 2014        | Bradley Klahn Matt Reid               | Marcus Daniell Artem Sitak            | 4–6, 6–4, [10–7]     |
| 2013        | Bradley Klahn Michael Venus           | Sanchai Ratiwatana Sonchat Ratiwatana | 7–5, 6-1             |
| 2012        | Prakash Amritraj Philipp Oswald       | Sanchai Ratiwatana Sonchat Ratiwatana | 6–3, 6–4             |
| 2011        | No se disputó                         | No se disputó                         | No se disputó        |
| 2010        | No se disputó                         | No se disputó                         | No se disputó        |
| 2009        | Yang Tsung-hua Yi Chu-huan            | Alexey Kedryuk Junn Mitsuhashi        | 6–7(9), 6–3, [12–10] |
| 2008        | Tomáš Cakl Marek Semjan               | Brendan Evans Martin Slanar           | 6–3, 7–6(1)          |
| 2007        | Hiroki Kondo Go Soeda                 | Satoshi Iwabuchi Toshihide Matsui     | 6–7(5), 6–3, [11–9]  |
| 2006 - 2003 | No se disputó                         | No se disputó                         | No se disputó        |
| 2002        | Lu Yen-hsun Danai Udomchoke           | Ivo Karlović Mark Nielsen             | 7–6(5), 6–3          |
| 2001        | Takao Suzuki Mitsuru Takada           | Marco Chiudinelli Sebastian Jäger     | 6–3, 6–4             |
| 2000        | Yves Allegro Julian Knowle            | Tim Crichton Ashley Fisher            | 6–3, 7–6(2)          |
| 1999        | Satoshi Iwabuchi Thomas Shimada       | Michael Joyce Kyle Spencer            | 6–2, 6–4             |